# مقاطعة يونيون (داكوتا الجنوبية)
يونيون (بالإنجليزية: Union)‏ هي إحدى مقاطعات ولاية داكوتا الجنوبية في الولايات المتحدة الأمريكية. بلغ عدد سكانها اعتبارًا من تعداد عام 2020 حوالي 16811 نسمة، مما يجعلها المقاطعة رقم 13 من حيث عدد السكان في داكوتا الجنوبية. كان مقر المقاطعة هو إلك بوينت منذ 30 أبريل 1865. اسمها في الأصل مقاطعة كول، ثم تغير اسمها إلى يونيون في 7 يناير 1864، بسبب مشاعر الحرب الأهلية.
مقاطعة يونيون هي جزء من مدينة سيوكس، المنطقة الإحصائية الحضرية. صنفت مجلة The Progressive Farmer مقاطعة يونيون في المرتبة الثانية في "استطلاع أفضل مكان للعيش لعام 2006" في الولايات المتحدة، لأن "مدارسها جيدة، ومدنها أنيقة، وشعبها ودود".